# Glaciar Branco
O Glaciar Branco (em francês:  Glacier Blanc) encontra-se nos Altos-Alpes, e é o maior glaciar do  Maciço dos Écrins com 5 km de comprimento 7 km2 de superfície.
O Glacier Blanc - que não deve ser confundido com o glaciar no Monte Branco que se chama Mar de Gelo ou mesmo o Vale Branco - encontra-se no vale glaciar do parque nacional dos Écrins, nasce a 4 102 m de altitude aos pés da Barre des Écrins e termina a 2 300 perto do Refúgio do Glaciar Branco. O glaciar Branco dá acesso a diferentes cumes como ; Dôme de Neige des Écrins, Barre des Écrins, Roche Faurio, pic de Neige Cordier et la montagne des Agneaux. Também se pode aceder a partir do Refúgio dos Écrins perto do pico chamado Roche Faurio.
Ainda no século XIX o Glaciar Branco e o Glaciar Preto não formavam que um único, mas hoje vão dois pequenos glaciares. Entre 1989-1999 o glaciar recuou de 210 m e depois de mais 300 m entre 2000-2006
A sua posição escondida por detrás da Barre des Écrins também conhecida por Crête de l'Encula, faz que lhe chamem por vezes o glacier de l'Encula.